# إفرو
إبراوش أو إفرو (بالفرنسية: Evreux) هي بلدية في إقليم أور، وعاصمة له في منطقة نورماندي العليا بشمال فرنسا. سنة 2013، كان عدد سكانها 43.722 نسمة.

## المناخ
يظهر الجدول التالي التغييرات المناخية على مدار السنة لإفرو:
| البيانات المناخية لـإفرو          | البيانات المناخية لـإفرو | البيانات المناخية لـإفرو | البيانات المناخية لـإفرو | البيانات المناخية لـإفرو | البيانات المناخية لـإفرو | البيانات المناخية لـإفرو | البيانات المناخية لـإفرو | البيانات المناخية لـإفرو | البيانات المناخية لـإفرو | البيانات المناخية لـإفرو | البيانات المناخية لـإفرو | البيانات المناخية لـإفرو | البيانات المناخية لـإفرو |
| الشهر                             | يناير                    | فبراير                   | مارس                     | أبريل                    | مايو                     | يونيو                    | يوليو                    | أغسطس                    | سبتمبر                   | أكتوبر                   | نوفمبر                   | ديسمبر                   | المعدل السنوي            |
| --------------------------------- | ------------------------ | ------------------------ | ------------------------ | ------------------------ | ------------------------ | ------------------------ | ------------------------ | ------------------------ | ------------------------ | ------------------------ | ------------------------ | ------------------------ | ------------------------ |
| الدرجة القصوى °م (°ف)             | 15.1 (59.2)              | 19.2 (66.6)              | 22.3 (72.1)              | 26.1 (79.0)              | 30.0 (86.0)              | 35.7 (96.3)              | 38.0 (100.4)             | 38.4 (101.1)             | 32.4 (90.3)              | 28.3 (82.9)              | 20.0 (68.0)              | 16.0 (60.8)              | 38.4 (101.1)             |
| متوسط درجة الحرارة الكبرى °م (°ف) | 6.6 (43.9)               | 7.6 (45.7)               | 11.2 (52.2)              | 14.2 (57.6)              | 17.8 (64.0)              | 21.1 (70.0)              | 23.8 (74.8)              | 23.8 (74.8)              | 20.3 (68.5)              | 15.6 (60.1)              | 10.2 (50.4)              | 6.9 (44.4)               | 15.0 (59.0)              |
| متوسط درجة الحرارة الصغرى °م (°ف) | 1.2 (34.2)               | 1.1 (34.0)               | 3.1 (37.6)               | 4.7 (40.5)               | 8.2 (46.8)               | 11.0 (51.8)              | 13.0 (55.4)              | 13.0 (55.4)              | 10.4 (50.7)              | 7.8 (46.0)               | 4.0 (39.2)               | 1.6 (34.9)               | 6.6 (43.9)               |
| أدنى درجة حرارة °م (°ف)           | −18.6 (−1.5)             | −15.0 (5.0)              | −10.7 (12.7)             | −4.0 (24.8)              | −1.8 (28.8)              | −0.6 (30.9)              | 4.9 (40.8)               | 2.7 (36.9)               | 0.7 (33.3)               | −4.6 (23.7)              | −7.8 (18.0)              | −14.0 (6.8)              | −18.6 (−1.5)             |
| الهطول مم (إنش)                   | 50.6 (1.99)              | 41.2 (1.62)              | 47.4 (1.87)              | 46.0 (1.81)              | 55.7 (2.19)              | 51.6 (2.03)              | 52.4 (2.06)              | 38.2 (1.50)              | 50.3 (1.98)              | 61.0 (2.40)              | 50.5 (1.99)              | 59.7 (2.35)              | 604.6 (23.80)            |
| متوسط أيام هطول الأمطار           | 11.0                     | 9.1                      | 10.4                     | 9.4                      | 10.2                     | 8.0                      | 8.3                      | 7.0                      | 7.8                      | 10.5                     | 11.1                     | 11.8                     | 114.6                    |
| ساعات سطوع الشمس الشهرية          | 65.6                     | 79.9                     | 122.4                    | 166.6                    | 192.1                    | 212.4                    | 216.3                    | 205.0                    | 169.6                    | 122.1                    | 72.7                     | 59.8                     | 1٬684٫4                  |
| المصدر: Météo France              |                          |                          |                          |                          |                          |                          |                          |                          |                          |                          |                          |                          |                          |

## توأمة
لإفرو اتفاقيات توأمة مع كل من:
- روسلسهايم (1961 -)
- رغبي
- سويقة (بلنسية)
- دجوغو [الإنجليزية]‏

## أعلام
- بيرنار ميندي
- شارل الثاني ملك نافارا
- جان دي إفرو
- ماتيو أندريه
- ماثيو بودمر
- دايوت أوباميكانو
- آلان جيسوا
- جوان من فرنسا

## وصلات خارجية
- موقع المدينة الرسمي (بالفرنسية)